# ボロブドゥール寺院遺跡群
ボロブドゥール寺院遺跡群（ボロブドゥールじいんいせきぐん）は、インドネシアのジャワ島中部にある仏教寺院の石造遺跡群で、ユネスコの世界遺産（文化遺産）の一つ。ボロブドゥール遺跡、パウォン寺院（パオン寺院）、ムンドゥット寺院（ムンドゥッ寺院）の3つで構成される。8世紀から9 世紀に建造されたとされている。
ボロブドゥール遺跡は、中部ジャワの中心都市ジョグジャカルタの北西約42kmに所在し、巨大なムラピ火山に囲まれた平原の中央に立地する。ボロブドゥール遺跡の東方向2-3kmほどに、それよりも小さなパウォン寺院とムンドゥット寺院が位置している。

ボロブドゥール、ムンドゥッ、パオン3寺院の位置関係

## ボロブドゥール寺院
シャイレーンドラ朝の時代、大乗仏教を奉じていたシャイレーンドラ王家によって、ダルマトゥンガ王治下の780年頃から建造が開始され、792年頃に一応の完成をみたと考えられるが、サマラトゥンガ王（位812年～832年）のときに増築されている。遺跡総面積はおよそ1.5万m2。高さはもともと42mあったが、現在は破損して33.5mになっている。

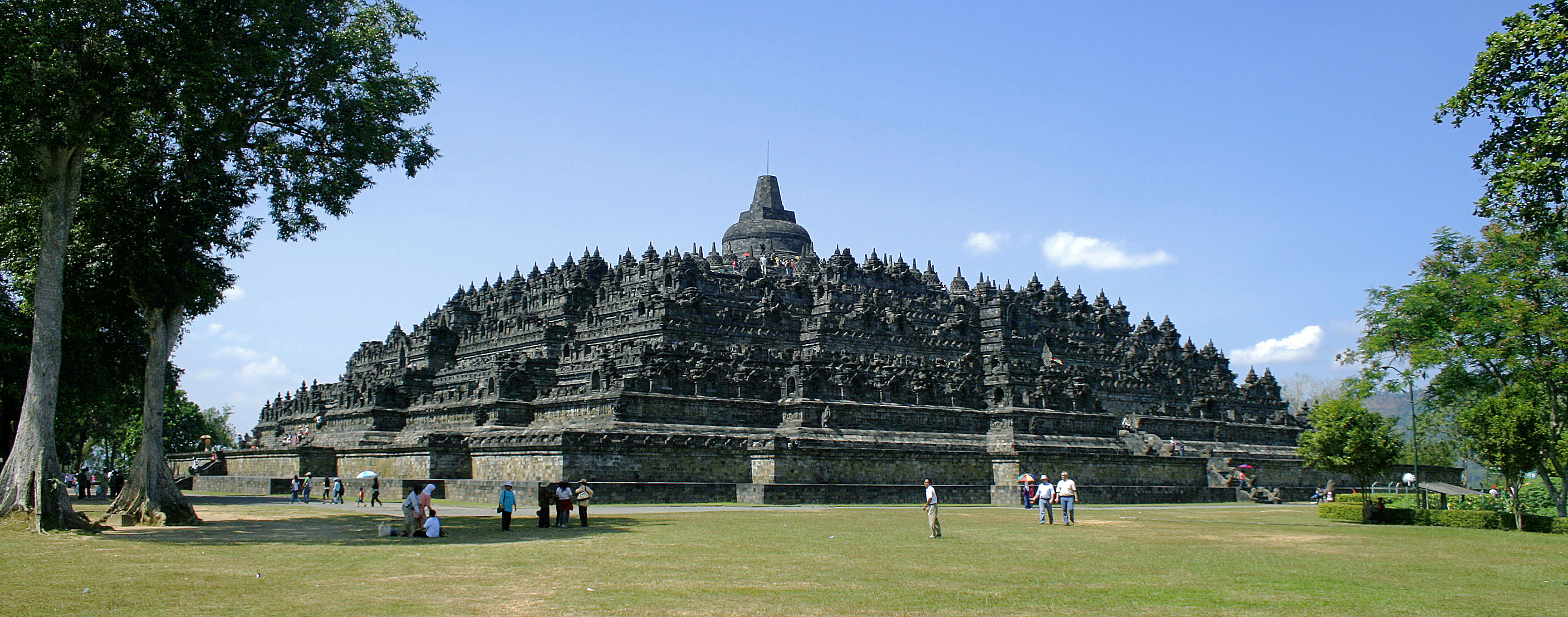
ボロブドゥール遺跡全景

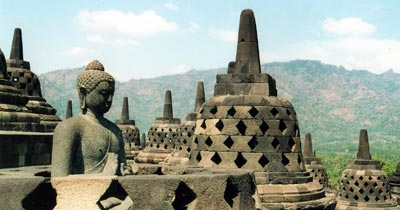
ボロブドゥールの円形壇上にある仏塔と仏像

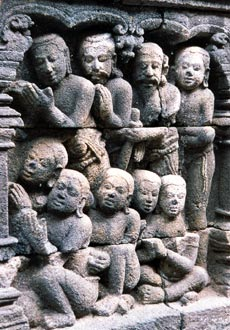
ボロブドゥールのレリーフ

ボロブドゥールは、寺院として人びとに信仰されてきた建造物であるが、内部空間を持たないのが際だった特徴となっている。最も下に一辺約120mの基壇があり、その上に5層の方形壇、さらにその上に3層の円形壇があり、全体で9層の階段ピラミッド状の構造となっている。この構造は、仏教の三界をあらわしているとされる。
5層の方形壇の縁は壁になっていて、露天の回廊がめぐらされる。方形壇の四面中央には階段が設けられており、円形壇まで登れるようになっている。
総延長5kmにおよぶ方形壇の回廊には、仏教説話にもとづいた1460面におよぶレリーフが時計回りにつづいている。
仏像は、回廊の壁龕（くぼみ）に432体、3段の円形壇の上に築かれた釣鐘状のストゥーパ72基の内部に1体ずつ納められており、合計では504体ある。
レリーフは、その構図の巧みさ、洗練された浮き彫り彫刻の技法、細部表現の優雅さで知られ、仏像とともにインドのグプタ様式の影響が強く認められるとされる。

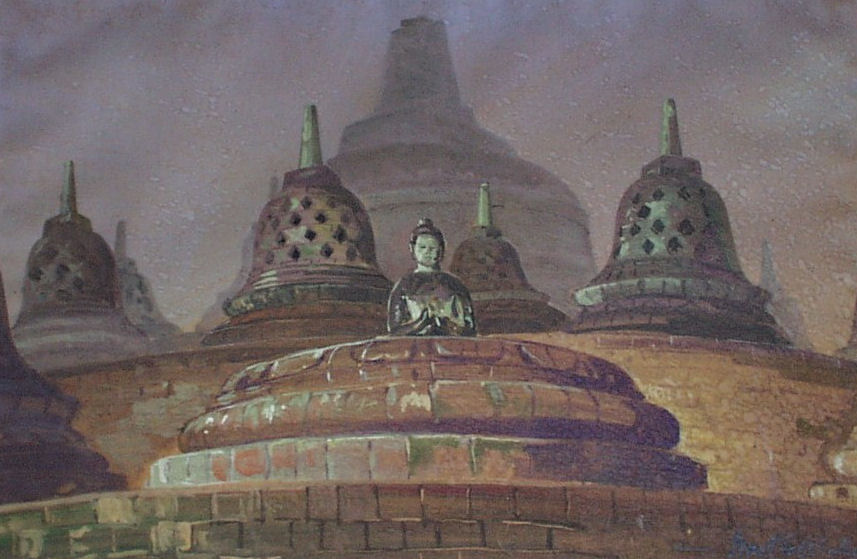
ボロブドゥールのストゥーパ

ボロブドゥールはまた、その形状から世界最大級のストゥーパ（仏塔）でもある。
ストゥーパとは、釈迦の遺骨や遺物などをおさめた建造物であるが、ボロブドゥールは、さらにその内部にも多数のストゥーパを有する特異な構造を呈している。
ストゥーパの釣鐘状になっている部分は、一辺23cm大の石のブロックを交互に積み上げ、中の仏像を拝することができるようになっている。漆喰などの接着剤の類を一切用いることなく積まれている。
ストゥーパ72基は、全体では三重円を描くように並び、頂上には釈迦の遺骨を納めたとされる、ひときわ大きなストゥーパがあり、天上をめざしている。この中心塔には大日如来を置かず空っぽにしており、大乗仏教の真髄である「空」の思想を強調しているとされ、ジャワ仏教の独自性が示される。
ボロブドゥールは、それ自体が仏教的宇宙観とくに密教的宇宙観を象徴する巨大な曼荼羅といわれ、一説には、須弥山を模したものとも考えられている。ボロブドゥールは、その規模と構造の特異性よりアンコール・ワットと並び、東南アジアの代表的な仏教遺跡とされている。
2006年5月27日に起こったジャワ島の大地震で寺院の石塔の一部が崩れるなどの被害を受け、学者群が調査のあと、修復を予定している。

## ムンドゥット寺院

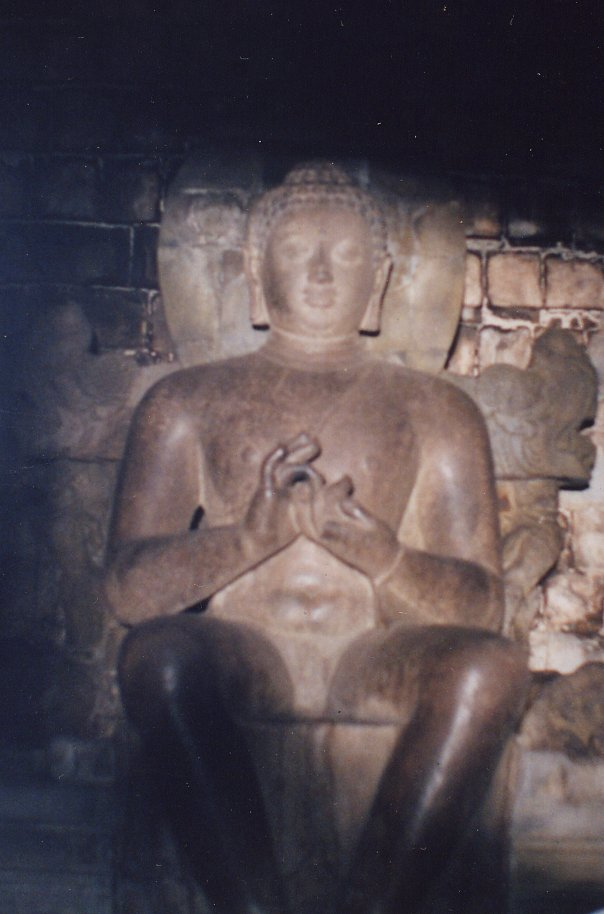
ムンドゥット寺院の如来倚座像

ボロブドゥールの東約3kmにあり、堂内に安置された3体の石造仏で知られる。特に中央の如来倚座像はその美しさで知られる。入口の左右の内壁に描かれたレリーフは鬼子母神と毘沙門天と考えられている。

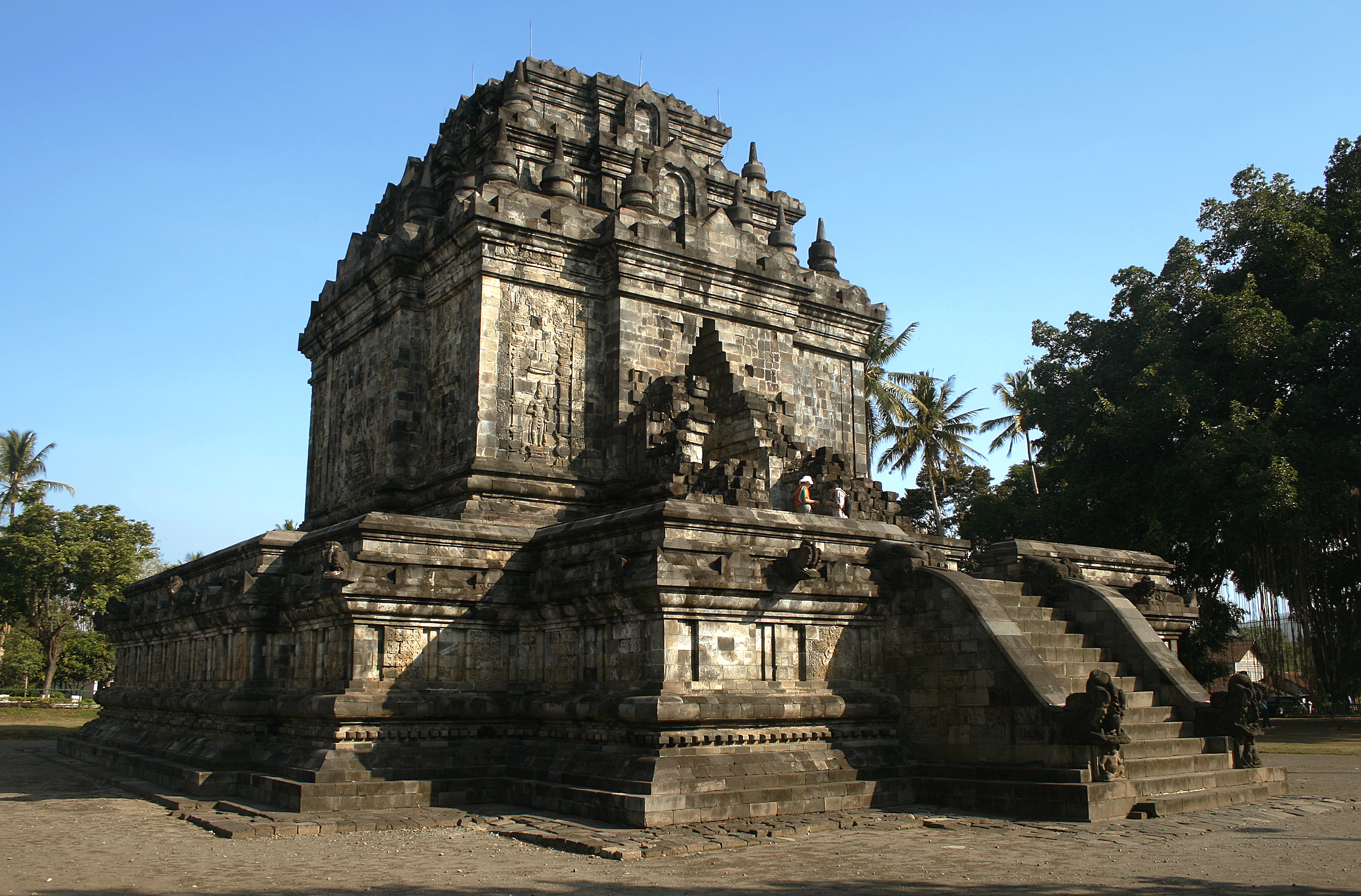
ムンドゥット寺院

## パオン寺院
ボロブドゥールとムンドゥッ寺院を結ぶ直線の中間地点にパオン寺院がある。一直線に並ぶその位置から、この一帯がこれらを含む多数の寺院群で構成された巨大な仏教複合構造物ではなかったのかという推測も持たれている。

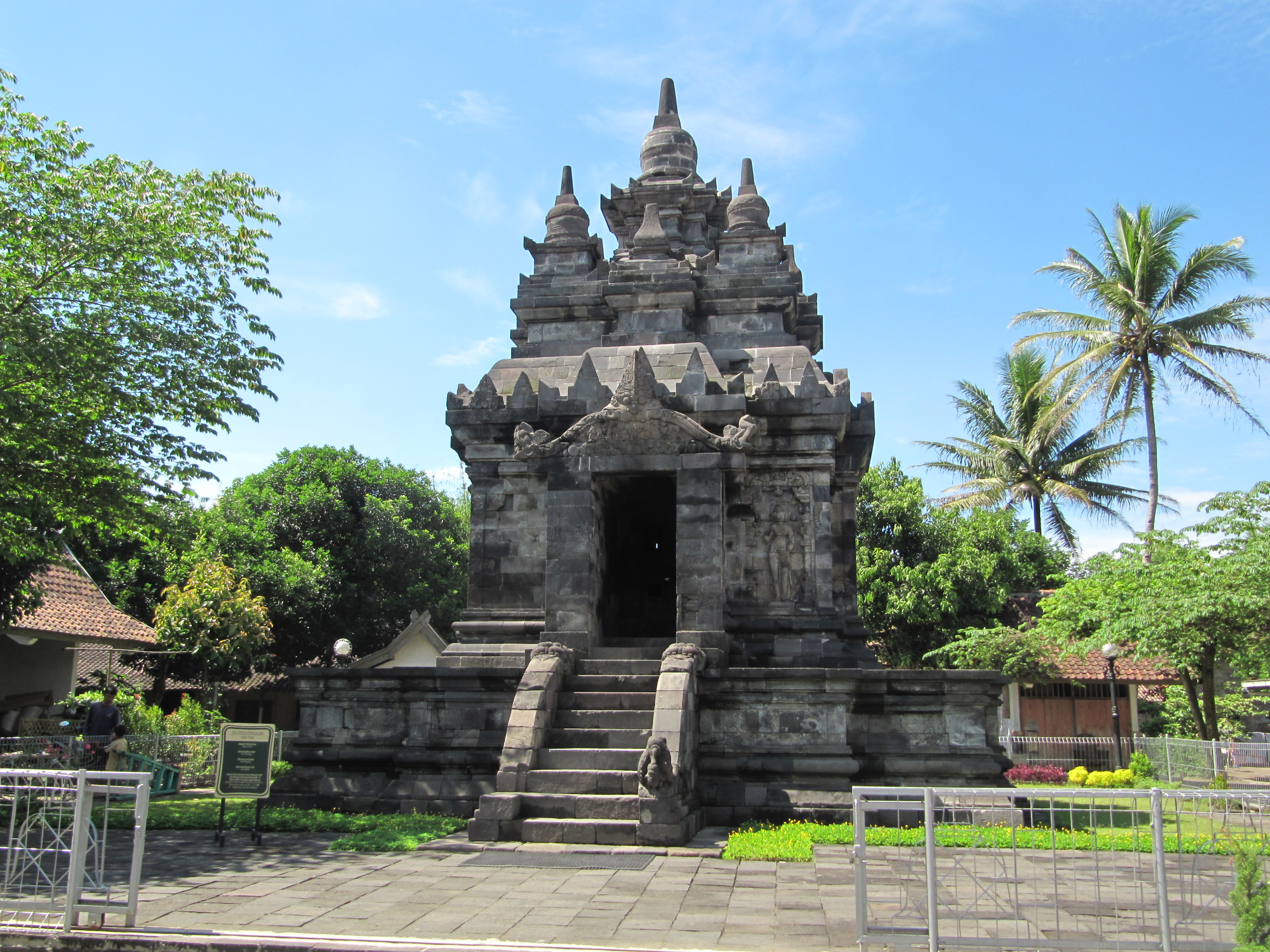
パウォン寺院

## 登録基準
この世界遺産は世界遺産登録基準のうち、以下の条件を満たし、登録された（以下の基準は世界遺産センター公表の登録基準からの翻訳、引用である）。
- (1) 人類の創造的才能を表現する傑作。
- (2) ある期間を通じてまたはある文化圏において、建築、技術、記念碑的芸術、都市計画、景観デザインの発展に関し、人類の価値の重要な交流を示すもの。
- (6) 顕著で普遍的な意義を有する出来事、現存する伝統、思想、信仰または芸術的、文学的作品と直接にまたは明白に関連するもの（この基準は他の基準と組み合わせて用いるのが望ましいと世界遺産委員会は考えている）。